# Baydu
Baydu scritto anche Baidu (Байду) (... – Tabriz, 4 ottobre 1295) fu il sesto Īlkhān mongolo d'Iran.
Era figlio di Taraqai, a sua volta quinto figlio di Hulagu. Succedette a suo cugino Gaykhātū come Khān dell'Ilkhanato nel 1295.
Gaykhātū era stato assassinato da un gruppo di cospiratori ispirati da Taghachar, un comandante dell'esercito mongolo, che elevò al potere Baydu, sapendo di poterlo condizionare. Sotto Baydu, l'Ilkhanato fu diviso tra i cospiratori che avevano ucciso Gaykhātū.

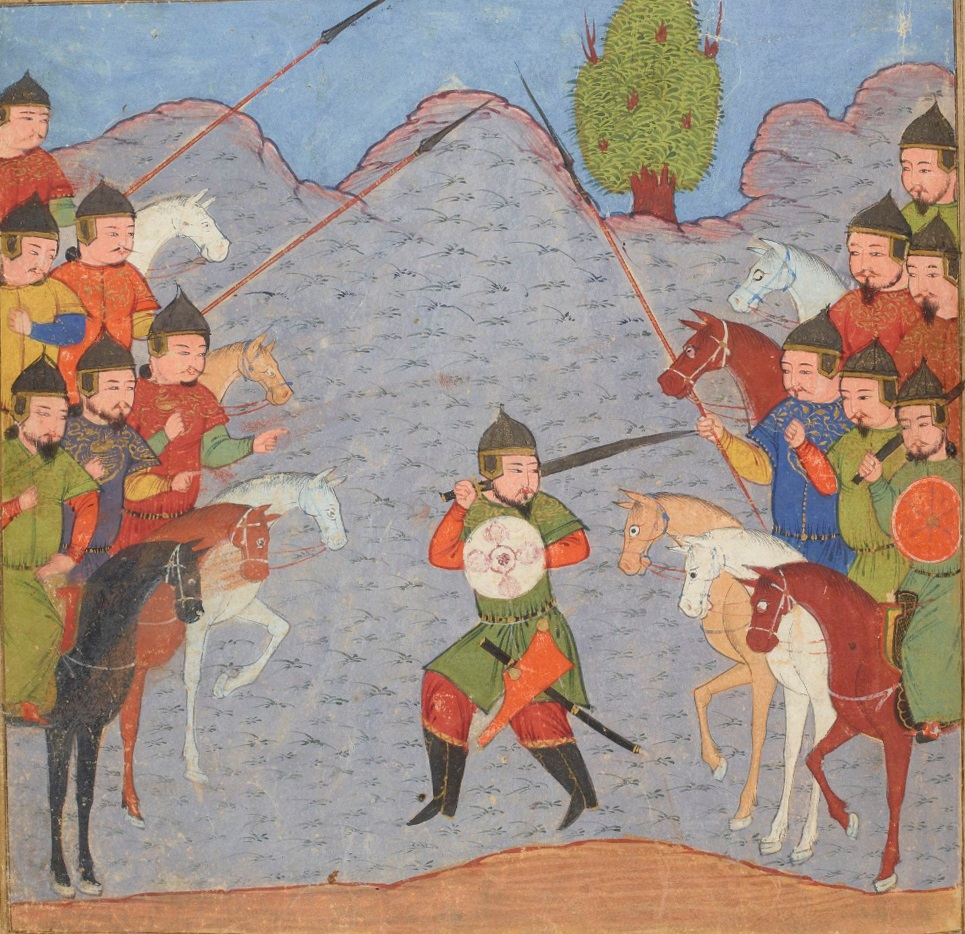
Negoziati tra le forze di Baydu e di Ghazan

Baydu ebbe grandi simpatie per il cristianesimo, ma fu obbligato ad abbracciare l'Islam, anche se solo formalmente. Secondo Saunders nel suo Mongol Conquests, Baydu permise l'erezione di chiese nel suo ordo e indossò una collana con una croce. Fu spronato dai suoi seguaci a eliminare Ghazan, figlio di Arghun Khan, ma rifiutò per l'affetto che provava per lui. Ciò malgrado i suoi seguaci progressivamente lo abbandonarono, in parte per gli intrighi sotterranei dell'Emiro Nawrūz. Ghazan fece guerra a Baydu, marciando con un esercito dal Khorasan. Baydu tentò di fuggire dall'Azerbaigian per trovare rifugio nel regno di Georgia, ma fu fatto prigioniero presso Nakhichevan dopo essere stato sconfitto in battaglia. Dopo soli cinque mesi di regno fu portato a Tabriz e giustiziato il 4 ottobre 1295, ponendo fine alla guerra civile col suo successore Mahmud Ghazan.